# Normann Stadler
Normann Stadler  né le 25 février 1973 à Wertheim, est un triathlète professionnel allemand. Double vainqueur du championnat du monde d'Ironman à Kona (Hawaï) en 2004 et 2006.

## Biographie
Normann Stadler remporte le championnat du monde Ironman 2004, et tente de défendre son titre en 2005. Cependant, il abandonne pendant la course après trois crevaisons et une  blessure à la cuisse due à une piqûre d'insecte provoquant des saignements.
En 2006, de nouveau qualifié pour la finale de Kona, il sort de la partie natation quelques minutes derrière les favoris de l'année pour entamer un parcours vélo où il dépasse les premiers compétiteurs et prend dix minutes d'avance sur le groupe qui le poursuit. Il établit un record du parcours vélo en 4 h 18 min 23 s. L'Australien Chris McCormack tente de le rattraper pendant le marathon mais il termine second avec  71 secondes d’écart sur Normann Stadler. Il reçoit une prime de 110 000 dollars pour sa deuxième victoire. En 2007, il est forcé d'abandonner  au milieu du parcours vélo, son mauvais état de santé du moment l’empêchant de défendre son titre.
Le 5 juillet 2011, il subit avec succès une chirurgie cardiaque de cinq heures à Heidelberg en Allemagne. Quatre semaines plus tard, il  annonce la fin de sa carrière de triathlète

## Palmarès
Le tableau présente les résultats les plus significatifs (podium) obtenus sur le circuit national et international de triathlon depuis 1994.
| Année | Compétition                                  | Pays       | Position           | Temps           |
| ----- | -------------------------------------------- | ---------- | ------------------ | --------------- |
| 2011  | TriStar111 Majorque                          | Espagne    |                    | 3 h 41 min 0 s  |
| 2010  | Challenge Kraichgau                          | Allemagne  |                    | 3 h 54 min 22 s |
| 2009  | Waldviertler Eisenmann Triathlon             | Autriche   |                    | 4 h 5 min 9 s   |
| 2006  | Ironman - Championnat du monde à Kailua-Kona | États-Unis |                    | 8 h 11 min 56 s |
| 2005  | Marc Herremans Classic                       | Belgique   |                    | 3 h 49 min 47 s |
| 2005  | Ironman Frankfort                            | Allemagne  |                    | 8 h 20 min 59 s |
| 2004  | Ironman - Championnat du monde à Kailua-Kona | États-Unis |                    | 8 h 33 min 29 s |
| 2004  | Ironman Zurich                               | Suisse     |                    | Timing          |
| 2003  | Championnat d'Allemagne longue distance MD   | Allemagne  | Médaille d'or      | 4 h 15 min 35 s |
| 2001  | Ironman Port Macquarie                       | Australie  |                    | Timing          |
| 2000  | Ironman - Championnat du monde à Kailua-Kona | États-Unis |                    | 8 h 26 min 45 s |
| 2000  | Ironman Port Macquarie                       | Australie  |                    | Timing          |
| 1996  | Championnat d'Allemagne                      | Allemagne  | Médaille de bronze | 2 h 1 min 1 s   |
| 1995  | Championnat d'Allemagne                      | Allemagne  | Médaille d'argent  | 1 h 55 min 21 s |
| 1994  | Championnat du monde de duathlon             | Australie  |                    | 1 h 48 min 29 s |

## Voir Aussi